# Fusell de franctirador
El fusell de franctirador és un tipus d'arma de foc de precisió que permet el tret a objectius a molta llarga distància. La seva utilització és habitual tant en exèrcits com en cossos policials de tot el món.
Un fusell de franctirador típic busca la major precisió possible en el tret, per a això va equipat amb una mira telescòpica i utilitza munició específica per l'arma que permeti assolir llargues distàncies sense perdre precisió de tir. El terme se sol utilitzar per fer referència a qualsevol arma de foc de precisió amb una mira telescòpica que pugui ser utilitzada contra objectius humans. El fusell en si pot ser un normal, però en afegir-la mira telescòpica es convertiria en un fusell de franctirador.
El paper militar del franctirador es remunta al segle xviii, si bé el tipus de fusell específic de franctirador és un desenvolupament molt més recent. Els avenços tecnològics, i en especial el de la mira telescòpica, així com la major precisió en la fabricació de les armes modernes, van permetre als exèrcits crear equipaments específics per a soldats entrenats com a franctiradors. Els nous fusells els permetrien assolir amb precisió objectius a distàncies molt més grans en comparació amb els fusells d'infanteria normals.